# Human Powered Health (Frauenteam)/Saison 2023
Dieser Artikel beschreibt die Mannschaft und die Siege des Radsportteams Human Powered Health in der Saison 2023.

## Mannschaft
| Teamkader 2023                         | Teamkader 2023     | Teamkader 2023         | Teamkader 2023                              |
| Name                                   | Geburtsdatum       | Land                   | Vorheriges Team                             |
| -------------------------------------- | ------------------ | ---------------------- | ------------------------------------------- |
| Alice Barnes                           | 17. Juli 1995      | Vereinigtes Königreich | Canyon-SRAM Racing (2022)                   |
| Nina Buysman                           | 16. November 1997  | Niederlande            | Parkhotel Valkenburg (2021)                 |
| Antri Christoforou                     | 2. April 1992      | Zypern                 | Farto-BTC (2022)                            |
| Henrietta Christie                     | 23. Januar 2002    | Neuseeland             | Bepink (2021)                               |
| Katie Clouse                           | 4. August 2001     | Vereinigte Staaten     | DNA Pro Cycling (2020)                      |
| Mieke Kröger                           | 18. Juli 1993      | Deutschland            | Coop-Hitec Products (2021)                  |
| Makayla MacPherson                     | 17. September 2003 | Vereinigte Staaten     |                                             |
| Barbara Malcotti                       | 19. Februar 2000   | Italien                | Valcar-Travel & Service (2021)              |
| Daria Pikulik                          | 6. Januar 1997     | Polen                  | Atom Deweloper-Posciellux.pl-Wrocław (2022) |
| Marit Raaijmakers                      | 2. Juni 1999       | Niederlande            | Parkhotel Valkenburg (2021)                 |
| Kaia Schmid                            | 7. Januar 2003     | Vereinigte Staaten     |                                             |
| Jesse Vandenbulcke                     | 17. Januar 1996    | Belgien                | Le Col-Wahoo (2022)                         |
| Marjolein van 't Geloof                | 27. März 1996      | Niederlande            | Le Col-Wahoo (2022)                         |
| Lily Williams                          | 24. Juni 1994      | Vereinigte Staaten     | Hagens Berman-Supermint (2019)              |
| Eri Yonamine                           | 25. April 1991     | Japan                  | Tibco-Silicon Valley Bank (2021)            |
| Audrey Cordon-Ragot (1. Apr.–31. Dez.) | 22. September 1989 | Frankreich             | Trek-Segafredo (2022)                       |
|                                        |                    |                        |                                             |
| Quelle: ProCyclingStats                |                    |                        |                                             |

## Siege
| Siege    | Siege                                                                    | Siege       | Siege  | Siege              | Siege |
| Datum    | Rennen                                                                   | Staat       | Klasse | Siegerin           |       |
| -------- | ------------------------------------------------------------------------ | ----------- | ------ | ------------------ | ----- |
| 15. Jan. | Women's Tour Down Under, 1. Etappe                                       | Australien  | 2.WWT  | Daria Pikulik      |       |
| 4. Feb.  | Aphrodite Cycling Race ITT                                               | Zypern      | 1.2    | Antri Christoforou |       |
| 8. Feb.  | Aphrodite Cycling Race-Women for future                                  | Zypern      | 1.2    | Antri Christoforou |       |
| 11. Feb. | Aphrodite's Sanctuary Cycling Race                                       | Zypern      | 1.2    | Jesse Vandenbulcke |       |
| 10. Mai  | Zyprische Meisterschaften, Einzelzeitfahren der Frauen                   | Zypern      | CN     | Antri Christoforou |       |
| 12. Mai  | Tour de Bretagne féminin, 4. Etappe                                      | Frankreich  | 2.1    | Daria Pikulik      |       |
| 14. Mai  | Zyprische Meisterschaften, Straßenrennen der Frauen                      | Zypern      | CN     | Antri Christoforou |       |
| 23. Jun. | Deutsche Meisterschaften im Straßenradsport, Einzelzeitfahren der Frauen | Deutschland | CN     | Mieke Kröger       |       |
| 24. Jun. | Japanische Meisterschaften, Straßenrennen der Frauen                     | Japan       | CN     | Eri Yonamine       |       |
| 5. Sep.  | Tour Cycliste Féminin International de l’Ardèche, 1. Etappe              | Frankreich  | 2.1    | Daria Pikulik      |       |
| 7. Sep.  | Tour Cycliste Féminin International de l’Ardèche, 3. Etappe              | Frankreich  | 2.1    | Daria Pikulik      |       |
| 10. Sep. | Tour Cycliste Féminin International de l’Ardèche, 6. Etappe              | Frankreich  | 2.1    | Barbara Malcotti   |       |
| 17. Okt. | Tour of Guangxi Women                                                    | China       | 1.WWT  | Daria Pikulik      |       |

## UCI-Weltranglisten-Platzierungen
| UCI-Ranking | UCI-Ranking             | UCI-Ranking            | UCI-Ranking |
| Fahrerin    | Fahrerin                | Land                   | Punkte      |
| ----------- | ----------------------- | ---------------------- | ----------- |
| 28.         | Daria Pikulik           | Polen                  | 1153 P.     |
| 47.         | Audrey Cordon-Ragot     | Frankreich             | 783.7 P.    |
| 78.         | Nina Buysman            | Niederlande            | 497 P.      |
| 106.        | Antri Christoforou      | Zypern                 | 339 P.      |
| 110.        | Barbara Malcotti        | Italien                | 329 P.      |
| 128.        | Henrietta Christie      | Neuseeland             | 298 P.      |
| 182.        | Marjolein van 't Geloof | Niederlande            | 206 P.      |
| 214.        | Lily Williams           | Vereinigte Staaten     | 172 P.      |
| 248.        | Eri Yonamine            | Japan                  | 143 P.      |
| 277.        | Jesse Vandenbulcke      | Belgien                | 126 P.      |
| 431.        | Mieke Kröger            | Deutschland            | 68.3 P.     |
| 502.        | Kaia Schmid             | Vereinigte Staaten     | 52 P.       |
| 580.        | Marit Raaijmakers       | Niederlande            | 40 P.       |
| 737.        | Katie Clouse            | Vereinigte Staaten     | 25 P.       |
| 951.        | Alice Barnes            | Vereinigtes Königreich | 11 P.       |
| 1062.       | Makayla MacPherson      | Vereinigte Staaten     | 8 P.        |